# منتخب مولدافيا لكرة اليد
منتخب مولدافيا لكرة اليد هو ممثل مولدافيا الرسمي في المنافسات الدولية في كرة اليد
.